# Henry Drysdale Dakin

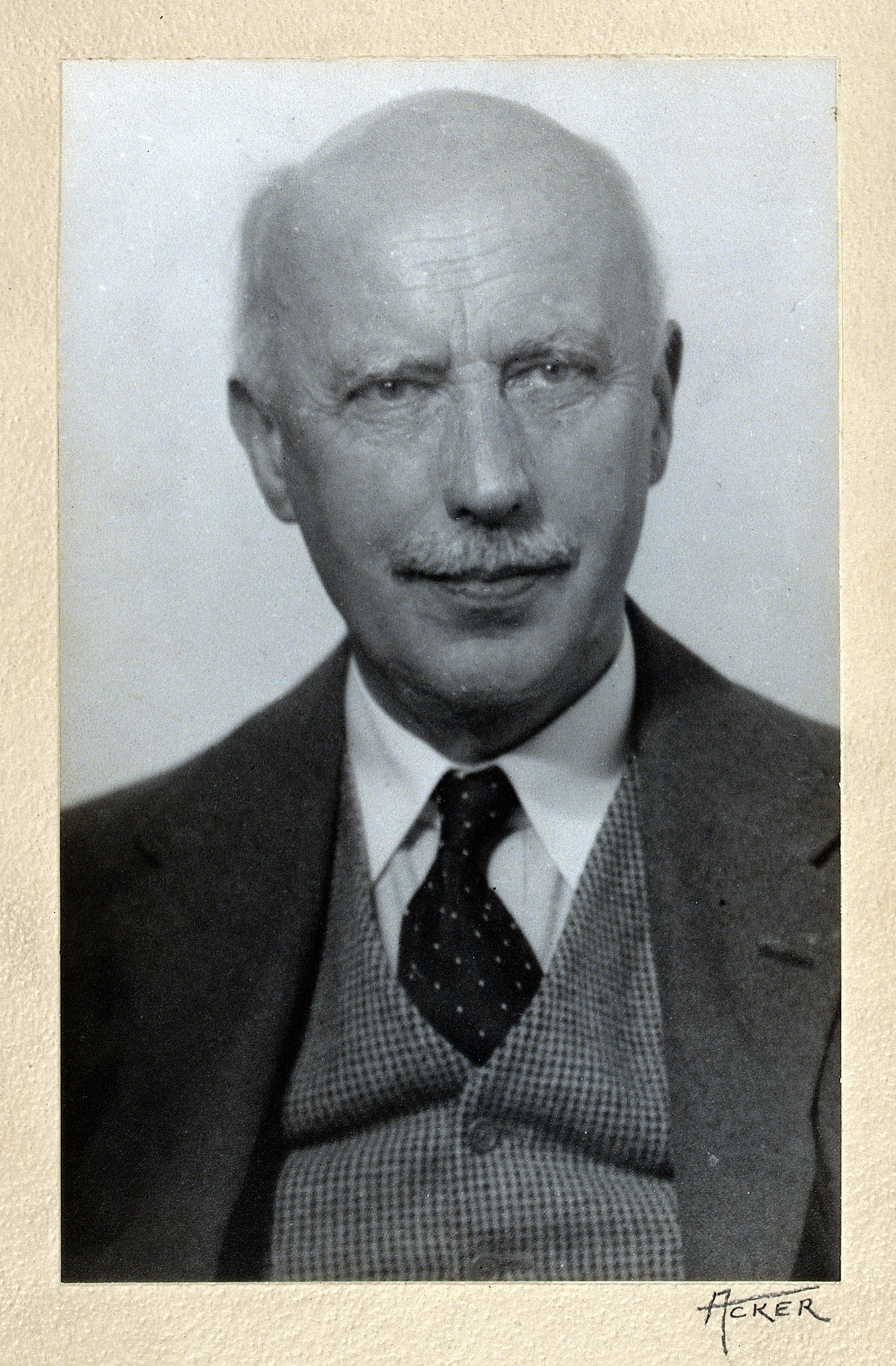
Henry Drysdale Dakin

Henry Drysdale Dakin (* 12. März 1880 in London; † 10. Februar 1952 bei New York) war ein englischer Chemiker. Zusammen mit Randolph West entdeckte er 1928 die Dakin-West-Reaktion.

## Leben
Dakin wurde in London geboren, seine Familie zog nach Leeds, als er 13 war. 1898 begann er ein Studium an der University of Leeds, wo er 1901 einen Bachelor-Abschluss machte. 
1902 ging er an das Lister Institute of Preventive Medicine in London. Hier erforschte er erstmals Enzyme, sein späteres Hauptforschungsgebiet. Kurze Zeit später ging er nach Heidelberg, wo er unter Albrecht Kossel am Enzym Arginase forschte. Bereits 1904 ging er zurück ans Lister Institute nach London, wo er weiterhin an Enzymen forschte. Ab 1905 arbeitete er mit Christian A. Herter in New York in dessen Forschungsinstitut zusammen. 1909 wurde Dakin an der University of Leeds promoviert. 
Als Christian A. Herter ein Jahr später starb, übernahm Dakin die Leitung des Instituts.  1914 begann er, Hunderte von Substanzen nach ihrer antiseptischen Wirkung und Verträglichkeit zu testen, da Listers Entdeckung, das Carbol (Phenol) und die chemische Wundbehandlung allgemein bei den Chirurgen in Misskredit geraten war. Dabei entdeckte er die Wirksamkeit von Chloraminen und Natriumhypochlorit. Letzteres war allerdings bereits 1822 Antoine Germain Labarraque bekannt gewesen, aber wieder in Vergessenheit geraten. Hypochlorit-Lösung (später bekannt als Dakin’s solution bzw. Dakin’sche Lösung) half dann auch, im Ersten Weltkrieg die alliierten Verluste zu verringern, wenngleich noch großer Widerstand bei den Chirurgen zu überwinden war.
1916 heiratete Dakin Herters Witwe, mit der er zwei Jahre später in der Nähe von New York ein Haus kaufte, in dem er auch ein eigenes Labor einrichtete, in dem er für den Rest seines Lebens allein forschte. Bis 1946 veröffentlichte er seine wissenschaftlichen Erkenntnisse, 1952 starb er in seinem Haus.

## Auszeichnungen
1941 wurde er mit der Davy-Medaille ausgezeichnet.

## Werke
- Oxidations and Reductions in the Animal Body. London, 1912. 2. Aufl. 1922.
- Zus. mit Edward. K. Dunham: A Handbook on Antiseptics. New York, 1917.